# Panoramio
Панорамио (енгл. Panoramio) је био сајт намењен јавном излагању фотографија са географским одредницама. Фотографије које су аутори слали на Панорамио, и које је његово уредништво одобравало, појављивали се као засебан слој у Гугл земљи и Гугл мапама. Намена сајта била је да посетиоци Гугл земље и Гугл мапа буду у прилици да стекну бољи утисак о некој области увидом у фотографије тог места које су направили други корисници.
Корисници Панорамиа су својевремено сваких 20 дана слали милион нових фотографија.
Панорамо се налази у процесу затварања. Од 4. новембра 2016. онемогућене су све корисничке опције, осим прегледа већ постављених фотографија на Панорамиу и Гугл мапама, док је брисање корисничких налога и постављених фотографија предвиђено за новембар 2017.